# أستروس (أركاديا)
أستروس (Άστρος) هي مدينة في أركاديا في مقاطعة كينتريكي إلادا في اليونان. بلغ عدد سكانها في 2011 حوالي 2,285 نسمة.

## المناخ
يظهر الجدول التالي التغييرات المناخية على مدار السنة لأستروس:
| البيانات المناخية لـأستروس        | البيانات المناخية لـأستروس | البيانات المناخية لـأستروس | البيانات المناخية لـأستروس | البيانات المناخية لـأستروس | البيانات المناخية لـأستروس | البيانات المناخية لـأستروس | البيانات المناخية لـأستروس | البيانات المناخية لـأستروس | البيانات المناخية لـأستروس | البيانات المناخية لـأستروس | البيانات المناخية لـأستروس | البيانات المناخية لـأستروس | البيانات المناخية لـأستروس |
| الشهر                             | يناير                      | فبراير                     | مارس                       | أبريل                      | مايو                       | يونيو                      | يوليو                      | أغسطس                      | سبتمبر                     | أكتوبر                     | نوفمبر                     | ديسمبر                     | المعدل السنوي              |
| --------------------------------- | -------------------------- | -------------------------- | -------------------------- | -------------------------- | -------------------------- | -------------------------- | -------------------------- | -------------------------- | -------------------------- | -------------------------- | -------------------------- | -------------------------- | -------------------------- |
| متوسط درجة الحرارة الكبرى °م (°ف) | 13.8 (56.8)                | 14.2 (57.6)                | 16.3 (61.3)                | 20.1 (68.2)                | 25.5 (77.9)                | 30.8 (87.4)                | 33.5 (92.3)                | 33.0 (91.4)                | 29.2 (84.6)                | 24.1 (75.4)                | 18.7 (65.7)                | 15.2 (59.4)                | 22.9 (73.2)                |
| المتوسط اليومي °م (°ف)            | 9.9 (49.8)                 | 10.3 (50.5)                | 12.5 (54.5)                | 16.0 (60.8)                | 21.1 (70.0)                | 26.2 (79.2)                | 28.7 (83.7)                | 28.2 (82.8)                | 24.5 (76.1)                | 19.8 (67.6)                | 14.8 (58.6)                | 11.5 (52.7)                | 18.6 (65.5)                |
| متوسط درجة الحرارة الصغرى °م (°ف) | 6.0 (42.8)                 | 6.1 (43.0)                 | 7.9 (46.2)                 | 10.8 (51.4)                | 15.3 (59.5)                | 19.7 (67.5)                | 22.0 (71.6)                | 21.8 (71.2)                | 18.8 (65.8)                | 14.8 (58.6)                | 10.7 (51.3)                | 7.8 (46.0)                 | 13.5 (56.2)                |
| معدل هطول الأمطار مم (إنش)        | 79.3 (3.12)                | 70.8 (2.79)                | 51.4 (2.02)                | 25.6 (1.01)                | 13.8 (0.54)                | 6.1 (0.24)                 | 8.4 (0.33)                 | 5.7 (0.22)                 | 8.8 (0.35)                 | 51.2 (2.02)                | 84.2 (3.31)                | 85.3 (3.36)                | 490.6 (19.31)              |
| متوسط أيام هطول الأمطار           | 5.8                        | 5.7                        | 4.9                        | 3.5                        | 2.0                        | 0.5                        | 0.6                        | 0.4                        | 1.0                        | 3.4                        | 5.3                        | 6.3                        | 39.4                       |
| متوسط الرطوبة النسبية (%)         | 70.3                       | 68.7                       | 66.9                       | 62.7                       | 60.2                       | 52.4                       | 49.3                       | 52.4                       | 57.8                       | 65.6                       | 71.1                       | 72.2                       | 62.5                       |
| المصدر: hnms.gr                   |                            |                            |                            |                            |                            |                            |                            |                            |                            |                            |                            |                            |                            |